# Hepatosplenomegali
Hepatosplenomegali innebär en samtidig förstoring av både levern (hepatomegali) och mjälten (splenomegali). Hepatosplenomegali kan uppstå bland annat på grund av infektionssjukdomar (exempelvis akut virushepatit, körtelfeber och histoplasmos), blodsjukdomar, ämnesomsättningsjukdomar, samt vid kronisk leversjukdom.